# I Wanna Be Somebody
«I Wanna Be Somebody» es un sencillo de la banda estadounidense de heavy metal W.A.S.P., perteneciente al álbum debut de la agrupación.
La canción fue ubicada en la posición #84 en la lista Las 100 mejores canciones de Hard Rock de VH1.

## Lista de canciones
7" sencillo
| N.º | Título                | Duración |  |
| 1.  | «I Wanna Be Somebody» | 3:42     |  |
| 2.  | «Tormentor»           | 3:36     |  |

## Listas de éxitos
| Lista (1984)  | Posición |
| ------------- | -------- |
| Nueva Zelanda | 30       |